# Брентано, Клеменс
Клеменс Брентано де ла Рош (нем. Clemens Brentano; 9 сентября 1778, Эренбрейтштейн (Кобленц) — 28 июля 1842, Ашаффенбург) — немецкий писатель, поэт и педагог, наряду с Ахимом фон Арнимом главный представитель так называемого гейдельбергского романтизма. Родной брат Беттины фон Арним.

## Биография
Клеменс Брентано был вторым сыном франкфуртского торговца Петера Антона Брентано (из семьи Брентано ди Тремеццо) и обожавшей молодого Гёте Максимилианы фон Ла Рош.
В своих первых произведениях Клеменс подписывался псевдонимом «Мария», и указывал днём своего рождения 8 сентября, праздник рождения Девы Марии по григорианскому календарю.
Клеменс Брентано был крещён в католической церкви, его детство прошло во Франкфурте-на-Майне и в Кобленце. После неудачи в изучении торговли в 1797 году он несколько семестров изучал горное дело в Галле, а затем, с 1798 года, медицину в Йене. Вместо того чтобы завершить обучение в университете, он целиком посвятил себя литературному творчеству. В Йене он познакомился с представителями веймарской классической литературы (Кристофом Мартином Виландом, Иоганном Готфридом фон Гердером, Иоганном Вольфгангом фон Гёте) и раннего романтизма (Фридрихом Шлегелем, Иоганном Готтлибом Фихте и Людвигом Тиком). Свои первые произведения Клеменс писал под влиянием литературных и теоретических произведений йенского раннего романтизма, прежде всего свой роман «Годви», который содержит также некоторые самые известные стихотворения Брентано («Лорелея», «Мария, куда ты вечор уходила?..», «Голос издалёка», «Сидел рыбак в лодке»).
В 1801 году в Гёттингене, где он числился студентом факультета философии, Брентано познакомился с Людвигом Ахимом фон Арнимом, с которым его вскоре связали узы тесной дружбы и совместно с которым он в 1802 году совершил длительное путешествие по Рейну. Во время него друзья услышали множество народных песен и загорелись желанием собрать их и издать.
После своей свадьбы с писательницей Софией Меро-Брентано переехал в Гейдельберг, где вместе с Арнимом выпускал газету и издал сборник народных песен «Волшебный рог мальчика». Сборник оказал огромное влияние на немецкую лирическую поэзию. Его тексты положил на музыку Густав Малер.
Софи Меро умерла в 1806 году при родах третьего ребёнка, оба первых ребёнка также не прожили больше нескольких недель. Через несколько месяцев Брентано женился на Августе Бусман, но не отказался от жизни кочевника. В 1814 году брак был расторгнут.

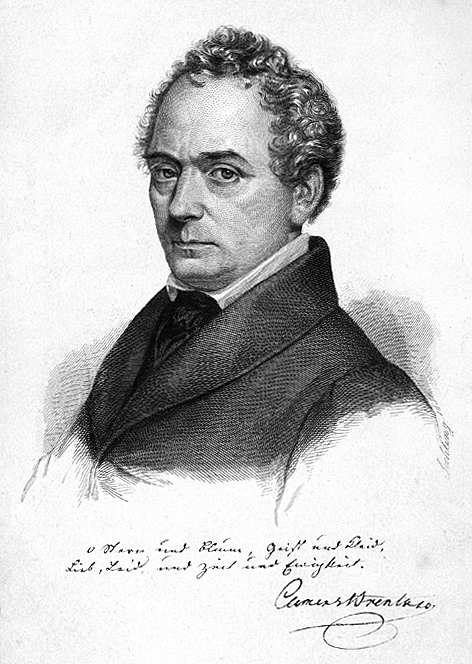
Портрет и автограф Брентано на фронтисписе собрания сочинений 1852 года

С конца 1809 года Клеменс Брентано жил в Берлине, где принимал участие в литературной жизни и работал над своим (созданным ещё в 1802 году, но опубликованном только посмертно) стихотворным эпосом «Баллады о венке из роз» и над также изданными только после его смерти «Сказками Рейна». Он принадлежал к основателям созданного в 1810 году «Немецкого застольного общества», чьи антиеврейские, отчасти даже переходящие в антисемитские воззрения он активно поддерживал, в частности в своём произведении «Филистимлянин вчера, сегодня и завтра». Антиеврейские мотивы встречаются также и во многих его более поздних произведениях после 1810 года (например, в «Петухе, Курочке и Кудахточке»), самом известном из его религиозных произведений. Зато в другом, появившемся примерно в это же время произведении «Жизнь Господа нашего Иисуса Христа», мы находим точное и явно с симпатией написанное описание иудаизма времен Иисуса Христа.
Его совместная работа с Генрихом Клейстом в «Берлинском вечернем листке» продолжалась недолго и закончилась после разногласий с Клейстом.
В 1810 году по настоятельной личной просьбе Брентано, его друзья братья Гримм отослали ему для ознакомления первый рукописный сборник своих сказок, но тот его не вернул. Существовало подозрение, что Брентано опубликует сказки первым, под своим именем, поэтому было решено как можно скорее приступить к изданию собственной книги, с простым оформлением и без иллюстраций, для чтения простого народа. Найдена рукопись была лишь через многие годы, уже после смерти братьев, в монастыре траппистов Эленберг в Эльзасе. Ныне она известна как «Эленбергская рукопись 1810 года».
В 1811 году Брентано уехал из Берлина и провёл два последующие года в Богемии, а затем в Вене. В это время появляются его драмы «Алоис и Имельда» (издано только в 1912 году) и «Основание Праги» (издано в 1815 году в отдельном издании). Попытка заявить о себе в Вене как о драматурге закончилась неудачей.
По возвращении в Берлин в 1815 году Брентано находился в глубокой депрессии, приведшей его сначала в ряды пиетистов, а позднее к возвращению в католическую церковь. Этот шаг был сделан благодаря знакомству с дочерью пастора Луизой Гензель в конце 1816 года. Сначала Брентано хотел перейти в протестантство, чтобы жениться на Луизе Гензель. Когда она отклонила его предложение, он стал склонять её к переходу в католическую веру. В 1818 году Луиза приняла католичество. В 1817 году Брентано инсценировал свой отказ от мирской поэзии, но в реальности не распрощался с ней. Посвящённые Луизе Марии Гензель лирические стихотворения (например, «Молчи, о, сердце, я в пустыне») соединяют в себе элементы ранней романтики и религиозные и эротические темы. Около 1816 года возникла ещё одна часть «Сказок Италии», в том числе первый вариант «Петушка, Курочки и Кудахточки».
В 1818 году Брентано покинул Берлин и провёл последующие шесть лет в Дюльмене в Вестфалии, записывая видения тяжело больной монахини Анны Катерины Эммерих, обретшей стигматы. Согласно проведённым позже исследованиям, Брентано в своих записях смешивал откровения Анны со своими литературными пассажами, что не позволяет оценить истинное содержание её видений.
После смерти Анны Эммерик в 1824 году Брентано жил в разных местах, с 1829 года во Франкфурте, а с 1833 года в Мюнхене. В это время он работал над своими книгами, в которых воплотил переработанные записи о видениях: «Страдания Господа нашего Иисуса Христа» (1833), «Жизнеописание святой девы Марии» (1852, издано посмертно), «Годы учения Христа» (издано в 1858—1860 гг. в обработке Карла Эргарда Шмёгера, оригинальное издание лишь в 1981 году) и биография Анны Катерины Эммерик (не окончена, издана в 1867—1870 гг. в обработке Шмёгера, оригинальное издание лишь в 1981 году). Эти произведения, против воли Брентано, использовались в качестве душеполезного чтения и распространялись по всему миру большими тиражами. Их влияние даже сегодня заметно в романском и американском католицизме. В своей книге «Сёстры милосердия» (1831) он приветствовал появление общины сестёр милосердия святого Винченцо фон Пауля в Германии, одновременно это произведение стало одним из высших достижений немецкой прозы.
В 1833 году Брентано познакомился в Мюнхене со швейцарской художницей Эмилией Линдер. Как и ранее в его отношениях с женщинами, повторилось восхваление любимой в стихах и желание обратить её в свою веру, как и прежде, его подруга уклонялась от этих попыток, однако после смерти Брентано она приняла католическую веру. Поздняя любовь принесла свои плоды, которые наряду со стихотворениями Гёте, Гёльдерлина и Гейне, представляют собой самое своеобразное и самое значимое лирическое достижение первой половины XIX века (например, стихотворение «Я звёздам петь могу»). Стихи, посвящённые Линдер, а также появившиеся в 30-е годы XIX века сказки («Прекрасные ножки Фанферлизхен», опубликованные при жизни автора, и «Петушок, Курочка и Кудахточка» (издана в 1838 году)), примыкают к поэтическому берлинскому циклу 1810—1818 годов. Одной из самых интересных его работ является и 102-строчное стихотворение «Альгамбра».
Последние годы жизни Брентано отмечены меланхолией и унынием. Он умер в 1842 году в Ашаффенбурге, в доме своего брата Кристиана.
Большая часть его стихотворного наследия была издана Эмилией Брентано, женой его брата Кристиана Брентано, и Йозефом Меркелем уже после смерти писателя.
В память о Брентано город Гейдельберг в Германии учредил в 1993 году премию имени Клеменса Брентано.

## Произведения

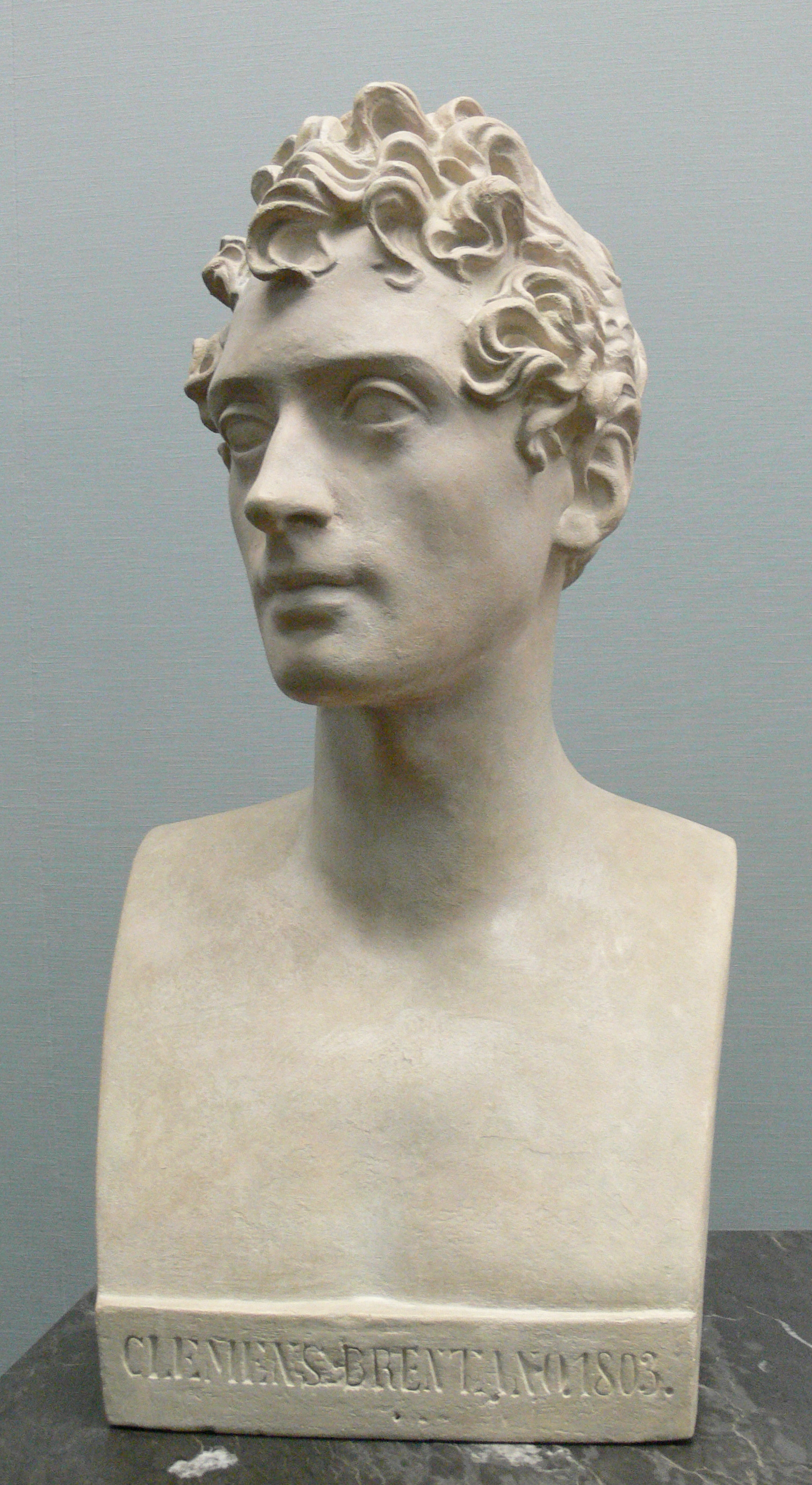
Скульптурный портрет Клеменса Брентано работы Кристиана Фридриха Тика. 1803

- «Годви или каменный портрет матери» (нем. Godwi oder Das steinerne Bild der Mutter)(роман) (1801)
- «Баллады о венке из роз» (нем. Romanzen vom Rosenkranz)(эпос) (1802)
- «Понсе де Леон» (нем. Ponce de Leon) (комедия) (1804)
- «Волшебный рог мальчика» (нем. Des Knaben Wunderhorn) (сборник народных песен) (1804)
- «Чудесная история о часовщике Богсе» (нем. Wunderbare Geschichte von Bogs dem Uhrenmacher)(сатира) (1807)
- «Основание Праги» (нем. Die Gründung Prags) (драма) (1815)
- «Некоторые горе-мельники и портреты венгерской нации» (нем. Die mehreren Wehmüller und ungarischen Nationalgesichter) (рассказ)
- «Три орешка» (нем. Die drei Nüsse) (новелла) (1817)
- «Повесть о славном Касперле и пригожей Аннерль» (нем. Geschichte vom braven Kasperl und dem schönen Annerl) (бытовая новелла) (1817)
- «Хроника странствующего школяра» (нем. Die Chronica des fahrenden Schülers) (рассказ) (1818)
- «Сестры милосердия и уход за больными» (нем. Die Barmherzigen Schwestern in Bezug auf Armen- und Krankenpflege) (1831)
- «Годы учения Христа» (нем. Lehrjahre Jesu) в 2 частях
- «Страдания Господа нашего Иисуса Христа» (нем. Das bittere Leiden unseres Herrn Jesu Christi) (1833)
- «Сказки Рейна» (нем. Rheinmärchen)
- «Петушок, Курочка и Кудахточка» (нем. Gockel, Hinkel und Gackeleia) (сказка) (1838)